# Ignatius Carbonnelle
Ignatius Carbonnelle (Tournai, 1 de fevereiro de 1829 — Bruxelas, 4 de março de 1889) foi um jesuíta e matemático belga.
Foi fundador da Sociedade Científica de Bruxelas.